# Єндрихово (Острудський повіт)
Єндрихово (пол. Jędrychowo) — село в Польщі, у гміні Ґрунвальд Острудського повіту Вармінсько-Мазурського воєводства.
У 1975-1998 роках село належало до Ольштинського воєводства.